# プレコリン-2-デヒドロゲナーゼ
プレコリン-2-デヒドロゲナーゼ（precorrin-2 dehydrogenase, Met8p, SirC, CysG）は、ポルフィリンおよびクロロフィル代謝酵素の一つで、次の化学反応を触媒する酸化還元酵素である。
プレコリン-2 + NAD+ {\displaystyle \rightleftharpoons } シロヒドロクロリン + NADH + H+
反応式の通り、この酵素の基質はプレコリン-2とNAD+、生成物はシロヒドロクロリンとNADHとH+である。
組織名はprecorrin-2:NAD+ oxidoreductaseである。